# تشارلي ويليامسون (لاعب كرة قدم)
تشارلي ويليامسون (بالإنجليزية: Charlie Williamson)‏ هو لاعب كرة قدم بريطاني في مركز ظهير ‏، ولد في 16 مارس 1962 في شفيلد في المملكة المتحدة. لعب مع ستافورد رينجرز.